# Martí Ventolrà
Martí Ventolrà Fort (Barcelona, 1906. december 16. — Mexikóváros, 1977. június 5.) spanyol labdarúgó-fedezet. A spanyol polgárháború idején Mexikóba emigrált. Fia, José Vantolrá a mexikói válogatottban játszott.